# ヤナーチェク・フィルハーモニー管弦楽団
ヤナーチェク・フィルハーモニー管弦楽団（チェコ語: Janáčkova filharmonie）は、チェコのオストラヴァを本拠地とするオーケストラ。

## 沿革
1954年にオタカール・パルジークにより「オストラヴァ交響楽団」として設立される。1962年に「オストラヴァ国立フィルハーモニー管弦楽団」に改称し、1971年より現在の名称で活動している。

## 歴代首席指揮者
- オタカール・パルジーク（1954年–1955年）
- イルジー・ヴァルトハンス（1955年–1962年）
- ヴァーツラフ・イラーチェク (1962年–1966年)
- ヨゼフ・ダニエル（1966年–1968年）
- オタカール・トゥルフリーク (1968年–1987年)
- トマーシュ・コウトニク (1987年–1990年)
- デニス・バーク (1991年–不明)[1]
- レオシュ・スワロフスキー (1991年–1994年)[2]
- クリスティアン・アルミンク（1996年–2002年）
- ペトル・ヴロンスキー (2002年–2004年)
- テオドレ・クチャル（2005年–2012年）
- ヘイコ・マティアス・フェルスター (2014年–2019年)
- ヴァシリー・シナイスキー（2020年–2024年）
- ダニエル・ライスキン（2026年- ）次期首席指揮者[3]